# Fernando Martí Tomás
Fernando Martí Tomás (Xerta, Cataluña, España 21 de diciembre de 1851 - Buenos Aires, Argentina 2 de noviembre de 1925) fue un empresario y comerciante español nacionalizado argentino, que fundó la localidad bonaerense de Coronel Charlone en 1908.

## Infancia y juventud
Fernando Martí nació en el municipio de Xerta, en la provincia de Tarragona (Cataluña, España) el 21 de diciembre de 1851. Era el cuarto hijo de Antonio Juan Martí y Josefa Tomás. Su padre se dedicaba al comercio de cereales por el río Ebro y disponía de una flota de barcos especiales para la navegación fluvial (llaguts). 
A principios de la década de 1870, Fernando Martí junto a sus hermanos mayores Jaime y Ramón, decidieron emigrar a la Argentina, como muchos europeos del momento, para mejorar sus expectativas de vida. 
Se establecieron en Buenos Aires y fundaron la compañía familiar "Martí Hermanos" en 1873 con la que llegaron a exportar desde España aceites de oliva, vinos, licores y conservas a la Argentina, Chile y Uruguay principalmente. Además Fernando se hizo socio de su cuñado, el señor Álvaro Istueta, quien poseía una fábrica de zapatos y botines en Buenos Aires.

## Negocios
Con el negocio de exportación de productos alimentarios de la compañía "Martí Hermanos", Fernando Martí aumentó considerablemente sus posibilidades económicas. A partir del 1877, se dedicó especialmente al negocio de la fabricación de calzados que regentaba en Buenos Aires, transformando la factoría y adquiriendo la mayor parte de la empresa. De este modo creó la mayor fábrica de calzados de sur América que contaba con una plantilla de alrededor 1200 trabajadores. Con dicha fábrica llegó a importar, además de fabricar, el calzado más fino de la época. Incluso fabricaban baúles y cajas de cartón para almacenar y distribuir la producción.
Gracias a su pericia en los negocios, acumuló una importante fortuna y pronto formó parte de la clase alta bonaerense. 
En 1910 costeó económicamente las obras de reconstrucción de la torre-campanario de Xerta, su pueblo natal. También dio una importante suma de dinero para colaborar con la construcción del Monumento de los españoles de Buenos Aires.
En 1914 Fernando Martí integraba la Cámara de Comercio argentino-española, donde ocupaba el cargo de vocal en la sección de Comercio y Propaganda.

## Fundación de Coronel Charlone

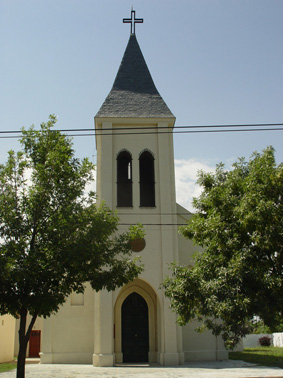
Iglesia del Sagrado Corazón de Coronel Charlone.

La tradición oral dice que por los botines entregados para el uso del Ejército Argentino, el gobierno le otorgó 16.500 hectáreas de tierra que habían formado parte de territorio indígena, concretamente de los indios Ranqueles. Allí más tarde fundó el "Pueblo y Colonia Fernando Martí" conocido actualmente como Coronel Charlone. Investigaciones más recientes sostienen que es muy probable que él mismo comprara esas tierras a un precio muy bajo con la intención de invertir, dado que en esa época ingresaba al país una importante cantidad de inmigrantes que deseaban instalarse en el lugar, por lo que eran tiempos propicios para la colonización. Además, entre personas de buena posición económica, circulaba una "euforia pionera": muchos deseaban ser fundadores, hacer ciudades, crear un nuevo mundo. En ese contexto nacieron muchos pueblos, entre ellos Coronel Charlone.
Es importante destacar que en el año 1900 por sus tierras pasó la línea del Ferrocarril Buenos Aires Pacífico (hoy General San Martín) que unía las localidades de Rufino e Italó y se construyó allí la estación Coronel Charlone, dedicada a un coronel italiano -Juan Bautista Charlone- que murió en combate en la guerra del Paraguay. Alrededor de la estación ferroviaria se construyó la planta urbana del Pueblo y Colonia Fernando Martí que con el tiempo pasó a llamarse como su estación, Coronel Charlone. 

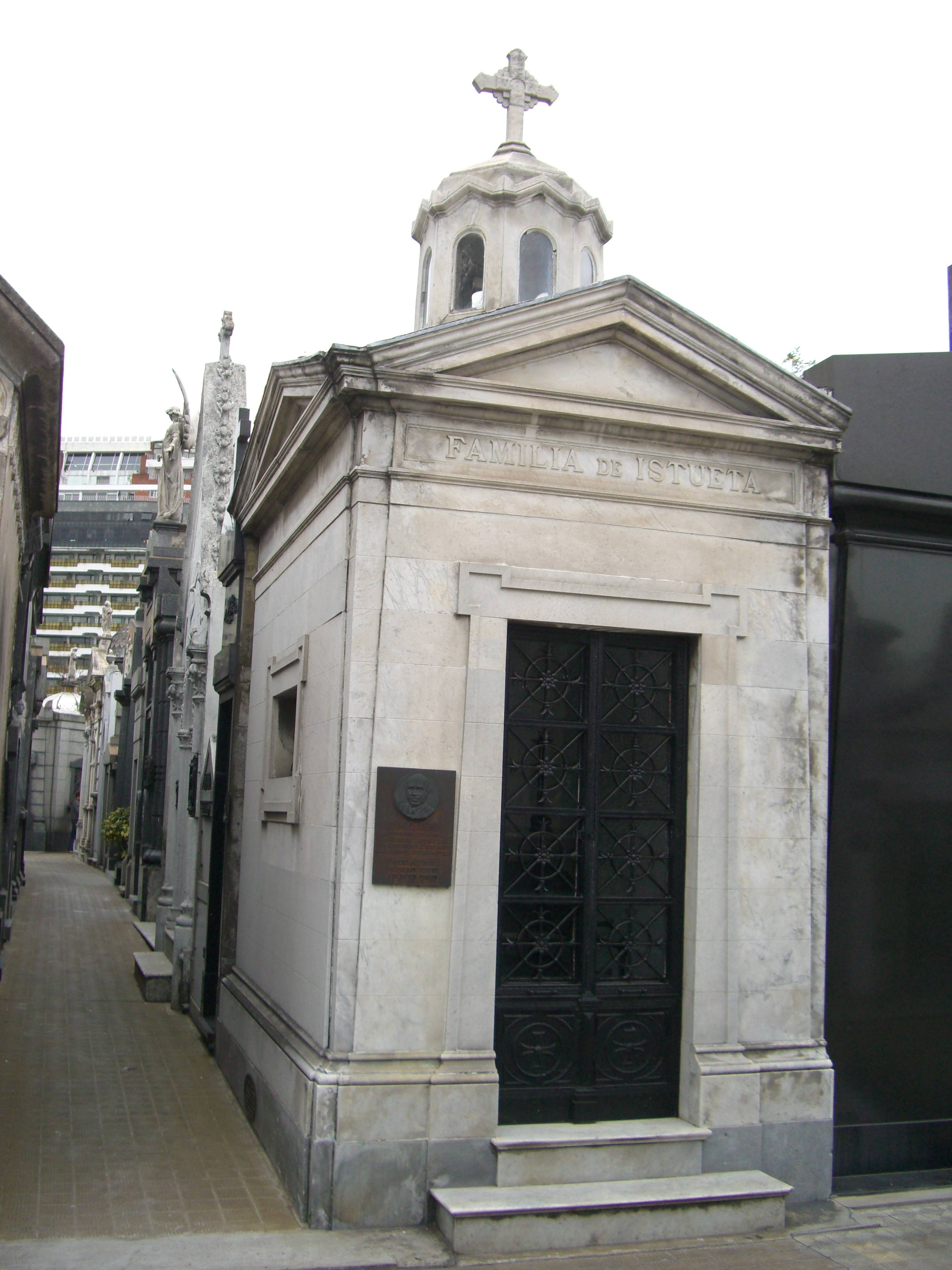
Tumba de Fernando Martí, en el cementerio de La Recoleta.

Fernando Martí era suegro de Fortunato Anzoátegui, importante empresario uruguayo de origen vasco que tenía negocios inmobiliarios, por lo que su empresa colonizadora loteó y vendió, luego de una propaganda organizada en Buenos Aires, lo que luego sería la planta urbana de Coronel Charlone. Además se encargó de construir los principales edificios públicos del nuevo poblado (la escuela, la iglesia, el hotel Mayo,...). Por esto también se considera a Anzoátegui como cofundador de la localidad. El pueblo se fundó el 30 de junio de 1908 y se inauguró oficialmente el 23 de abril de 1911. 
Fernando Martí poseía en el pueblo un importante chalet que ocupaba toda una manzana, rodeado por un parque con jardines y árboles frutales. Allí solo iba a pasar alguna temporada con la familia ya que residía en Buenos Aires. Esta propiedad fue vendida en los años veinte, como pasó con muchas propiedades que tenía la familia en Argentina, con motivo de la crisis de los años veinte que sufrió el país.
Falleció en Buenos Aires el 2 de noviembre de 1925 siendo enterrado en la bóveda de la familia Istueta del Cementerio de La Recoleta.